# Dicerura cooperi
Dicerura cooperi är en tvåvingeart som beskrevs av Art Borkent 1990. Dicerura cooperi ingår i släktet Dicerura och familjen gallmyggor.
Artens utbredningsområde är Newfoundland. Inga underarter finns listade i Catalogue of Life.